# ماتياس فرنانديز

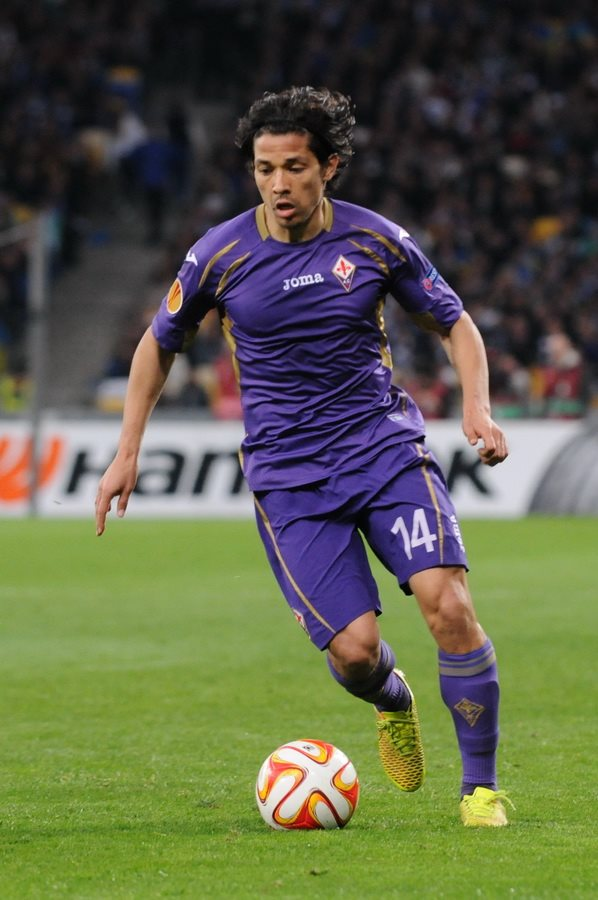
ماتياس فيرنانديز

ماتياس أرييل فيرنانديز (بالإسبانية: Matías Ariel Fernández Fernández)‏ من مواليد 15 مايو 1986 في بوينس آيرس في الأرجنتين، لاعب كرة قدم تشيلي.
بدأ مسيرته الكروية مع نادي كولو كولو في عام 2004، ولعب معهم حتى عام 2006، وشارك معهم في 112 مباراة وسجل 57 هدف، وفي عام 2007 انتقل إلى نادي نادي فياريال الإسباني، الذي لعب معهم في 71 مباراة وسجل 7 أهداف لينتقل في عام عام 2009 إلى نادي سبورتينغ لشبونة البرتغالي الذي شارك معهم في 69 مباراة وسجل 12 هدف، وفي شهر يوليو 2012 وقع مع نادي فيورنتينا الإيطالي بعقد يمتد لأربع أعوام.
منذ عام 2005 وهو يلعب مع منتخب تشيلي لكرة القدم.

## روابط خارجية
- ماتياس فرنانديز على موقع الاتحاد الدولي (مؤرشف)  (الإنجليزية)
- ماتياس فرنانديز على موقع قاعدة بيانات كرة القدم.إي يو (الإنجليزية)
- ماتياس فرنانديز على موقع ناشيونال فوتبول تيمز (الإنجليزية)
- ماتياس فرنانديز على موقع Soccerway.com (الإنجليزية)
- ماتياس فرنانديز على موقع عالم كرة القدم.نت (الإنجليزية)
- ماتياس فرنانديز على موقع AS.com (الإسبانية)